# Kumertau
Kumertau (oroszul: Кумерта́у, baskír nyelven: Күмертау) város Oroszországban,  Baskírföldön.
Baskíria déli részén, a Déli-Urál előhegyeiben fekszik, az Orenburgi terület határa közelében. Az Ufa–Orenburg főút mentén, Ufától 237 km-re délre terül el.
A települést 1947-ben eredetileg Babaj néven (egy kisebb folyó neve után), a helyi jelentős barnaszén-lelőhely kitermelésére hozták létre. 1953-ban lett város.

## Népesség
- 2002-ben 69 792 lakosa volt, melyből 42 975 orosz, 11 426 baskír, 9 007 tatár, 2 781 csuvas, 1 827 ukrán, 507 mordvin, 139 kazah, 136 örmény, 122 üzbég, 52 mari, 28 udmurt.
- 2010-ben 67 078 lakosa volt, melyből 38 914 orosz, 11 496 baskír, 8 302 tatár, 2 362 csuvas, 1 251 ukrán, 344 mordvin, 132 fehérorosz, 51 mari, 23 udmurt.

## Gazdasága

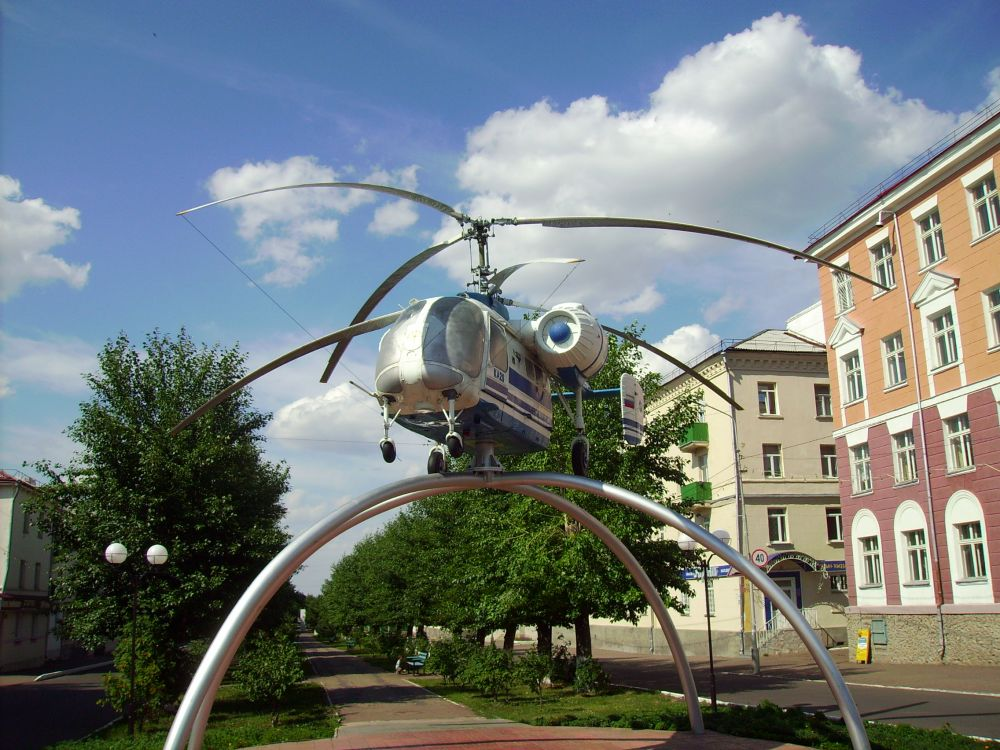
Ka–26-os emlékmű Kumertauban

A város legjelentősebb ipari üzeme az 1962-ben létrehozott Kumertaui Repülőgépgyár (KumAPP), mely repülőgép-részegységek mellett főként a Kamov tervezőiroda egyes helikoptereinek a sorozatgyártását végzi.